# Bolivarianska spelen
Bolivarianska spelen  (spanska: Juegos Deportivos Bolivarianos) är ett så kallat multisportevenemang till Simón Bolívars minne. Spelen är öppna för medlemmar av ODEBO, det vill säga Bolivia, Colombia, Ecuador, Panama, Peru och Venezuela.
De första spelen avgjordes 1938 i Bogotá i Colombia, i samband med stadens 400-årsjubileum. Ursprungligen hölls spelen oregelbundet, men från 1973 har sepelen hållits vart fjärde år. Inspirerad av olympiska sommarspelen 1936 i Berlin, skapade Alberto Nariño Cheyne för att genom idrotten skapa sammanhörighet mellan de bolivarianska nationerna.
En detaljerad historik på spanska om spelen 1938-1989 publicerades av José Gamarra Zorrilla. 

## Spel
| År        | Spel  | Ort                        | Land      | Datum                    | Nationer | Medaljligan |
| --------- | ----- | -------------------------- | --------- | ------------------------ | -------- | ----------- |
| 1938      | I     | Bogotá                     | Colombia  | 6–22 augusti             | 6        | Peru        |
| 1947-1948 | II    | Lima                       | Peru      | 25 december – 8 januari  | 6        | Peru        |
| 1951      | III   | Caracas                    | Venezuela | 5–21 december            | 6        | Peru        |
| 1961      | IV    | Barranquilla               | Colombia  | 3–16 december            | 5        | Venezuela   |
| 1965      | V     | Quito, Guayaquil           | Ecuador   | 20 november – 6 december | 6        | Venezuela   |
| 1970      | VI    | Maracaibo                  | Venezuela | 23 augusti – 6 september | 6        | Venezuela   |
| 1973      | VII   | Panama City                | Panama    | 17 februari – 3 mars     | 5        | Venezuela   |
| 1977      | VIII  | La Paz                     | Bolivia   | 15–29 oktober            | 6        | Venezuela   |
| 1981      | IX    | Barquisimeto               | Venezuela | 4–14 december            | 6        | Venezuela   |
| 1985      | X     | Cuenca, Ambato, Portoviejo | Ecuador   | 9–18 november            | 6        | Venezuela   |
| 1989      | XI    | Maracaibo                  | Venezuela | 14–25 januari            | 6        | Venezuela   |
| 1993      | XII   | Cochabamba och Santa Cruz  | Bolivia   | 24 april – 2 maj         | 6        | Venezuela   |
| 1997      | XIII  | Arequipa                   | Peru      | 17–26 oktober            | 6        | Venezuela   |
| 2001      | XIV   | Ambato                     | Ecuador   | 7–16 september           | 6        | Venezuela   |
| 2005      | XV    | Armenia, Pereira           | Colombia  | 12–21 augusti            | 6        | Venezuela   |
| 2009      | XVI   | Sucre                      | Bolivia   | 15–26 november           | 6        | Venezuela   |
| 2013      | XVII  | Trujillo                   | Peru      | 16–30 november           | 11       | Colombia    |
| 2017      | XVIII | Santa Marta                | Colombia  | 11-25 november           | 11       | Colombia    |
| 2022      | XIX   | Valledupar                 | Colombia  | 24 juni–5 juli           | 11       |             |

### Strandspelen
| År   | Spel | Ort       | Land | Datum         | Nationer | Medaljligan |
| ---- | ---- | --------- | ---- | ------------- | -------- | ----------- |
| 2012 | I    | Lima      | Peru | 1–11 november | 10       | Peru        |
| 2014 | II   | Huanchaco | Peru |               |          |             |

### Fotnoter
1. ↑  Historia de los Juegos Deportivos Bolivarianos. EABolivia (13 november 2009). hämtdatum: 27 november 2009.
2. ↑  
Gamarra Zorrilla, José (på spanska), Bolivia Olímpica Capítulos VI al VIII, ANDES Academia del Conocimiento y el Desarrollo "Fernando Diez de Medina", http://www.andesacd.org/wp-content/uploads/2012/01/Bolivia-Ol%C3%ADmpica-Cap%C3%ADtulos-VI-al-VIII.pdf, läst 28 juni 2012
3. ↑  ”Huanchaco será sede de los II Juegos Bolivarianos de Playa” (på spanska). El Telégrafo. 23 juli 2013. Arkiverad från originalet den 3 december 2013. https://web.archive.org/web/20131203044808/http://www.telegrafo.com.ec/deportes/item/huanchaco-sera-sede-de-los-ii-juegos-bolivarianos-de-playa.html.